# 什科德蘭·穆斯塔菲
什科德兰·穆斯塔菲（德語發音：[ˈʃkoːdʁan mʊsˈtafiː]；1992年4月17日—），是一名阿尔巴尼亚裔的德國職業足球員，场上司職中堅，現效力於西甲球隊萊萬特，他也是德国国家队的成員。
梅斯達菲於青年軍時期曾效力德甲球會汉堡和英超球會埃弗顿，但在效力愛華頓的3年間只是後備上陣過1場賽事。其後他於2012年轉會至意甲的森多利亞，再於2014年8月轉會至西甲球隊華倫西亞，簽下5年合約。
國家隊方面，梅斯達菲於2014年5月13日首次為德国国家队披甲，對陣波兰国家队。他曾參與2014年世界盃、2016年歐洲國家盃和2017年洲際國家盃的賽事，並贏得2014年世界盃和2017年洲際國家盃的冠軍。

## 球會生涯

### 早年生涯
梅斯逹菲於德國黑森的巴特黑斯費爾德出生，而他的父母是阿尔巴尼亚人，来自马其顿的戈斯蒂瓦尔 。
梅斯逹菲在当地的贝布拉足球俱乐部开始足球生涯。随后，他加盟罗腾堡（SV Rotenburg），并在代表后者参加了几场室内足球比赛后，于2006年决定转投汉堡足球俱乐部的寄宿学校。

### 愛華頓

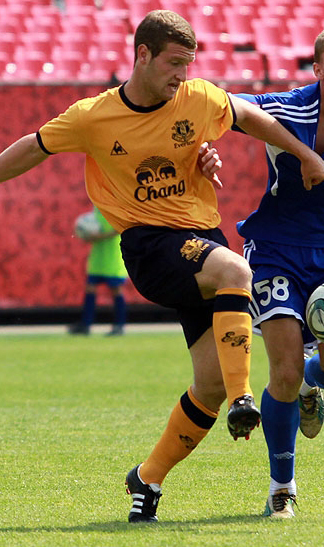
2011年，效力愛華頓時期的梅斯達菲

2009-10赛季，梅斯逹菲轉會至英超球队埃弗顿，签下了一份为期3年的合同。2009年12月17日，愛華顿進行欧洲联赛最后一场小组赛，對陣白俄罗斯的鲍里索夫BATE。由于愛華顿已提前晋级8強，因此時任主教练大卫·莫耶斯共将8位在1990年至1993年出生的年轻球员召入一线队。梅斯逹菲在第75分钟入替，但球队以0比1不敌對手。他亦在2010年1月獲教練列入對陣阿仙奴和曼城的比賽後備名單，但沒有被派遣上陣。在隨後的2年間，梅斯逹菲被列入後備名單9次，但1次也沒有上場。

### 森多利亞
由于在愛華頓顿缺乏出场机会，穆斯塔菲於2012年1月自由转会至意乙的桑普多利亚，并与后者签订了一份为期4年半的合同。2012年5月26日，穆斯塔菲在以1比3客场负于瓦雷泽的比赛中完成處子戰，他正選上陣以及踢满全场，并随球队升班至意甲。
2012年11月11日，梅斯達菲首次在意甲上陣，對陣，但球隊以0比2落敗。从2012-13赛季的第12轮开始，穆斯塔菲在随后的16轮比赛中均首发出场，巩固了自己的主力位置。在接下来的2013-14赛季中，它在38轮联赛中有30场踢满90分钟，并在2013年10月26日主场以1比0战胜的比赛中攻入致胜一球，這成為他在意甲中的首个，亦是唯一的入球。

### 瓦倫西亞
2014年8月7日，梅斯達菲轉會至西甲球會瓦倫西亞，簽下5年合約，轉會費並沒有公開，預計轉會費為8百萬歐元。9月25日，他首次為新東家上陣，於聯賽對陣科爾多瓦，球隊亦以3比0取得勝利。1個月後，梅斯達菲在對陣艾爾切時攻入轉會後首球，協助球隊在主場以3比1取勝。11月2日，他在對陣比利亞雷阿爾時再攻入2球，帶領球隊以3比1取勝，升上聯賽榜的第2位。
2016年3月3日，梅斯達菲在西班牙國王盃4強對陣的賽事中，因在禁區內侵犯而被罰12碼，同時被逐離場。10人應戰下，華倫西亞以7比0大敗。賽後，梅斯達菲請求球迷原諒球隊。

### 阿仙奴
2016年8月27日，阿仙奴領隊在記者會表示梅斯達菲完成體檢，並將會加盟阿仙奴。3日後，阿仙奴官方宣佈簽入梅斯達菲，轉會費為約3,500萬鎊。梅斯達菲於對陣的聯賽賽事中，首次替阿仙奴上陣，球隊最終以2比1擊敗對手。2017年1月22日，他在聯賽主場對陣班來時，攻入加盟後首球，協助球隊以2比1勝出。2017年11月18日，他在聯賽主場對陣熱刺時，接應的自由球頂入1球，協助球隊以2比0勝出。

## 国家队生涯

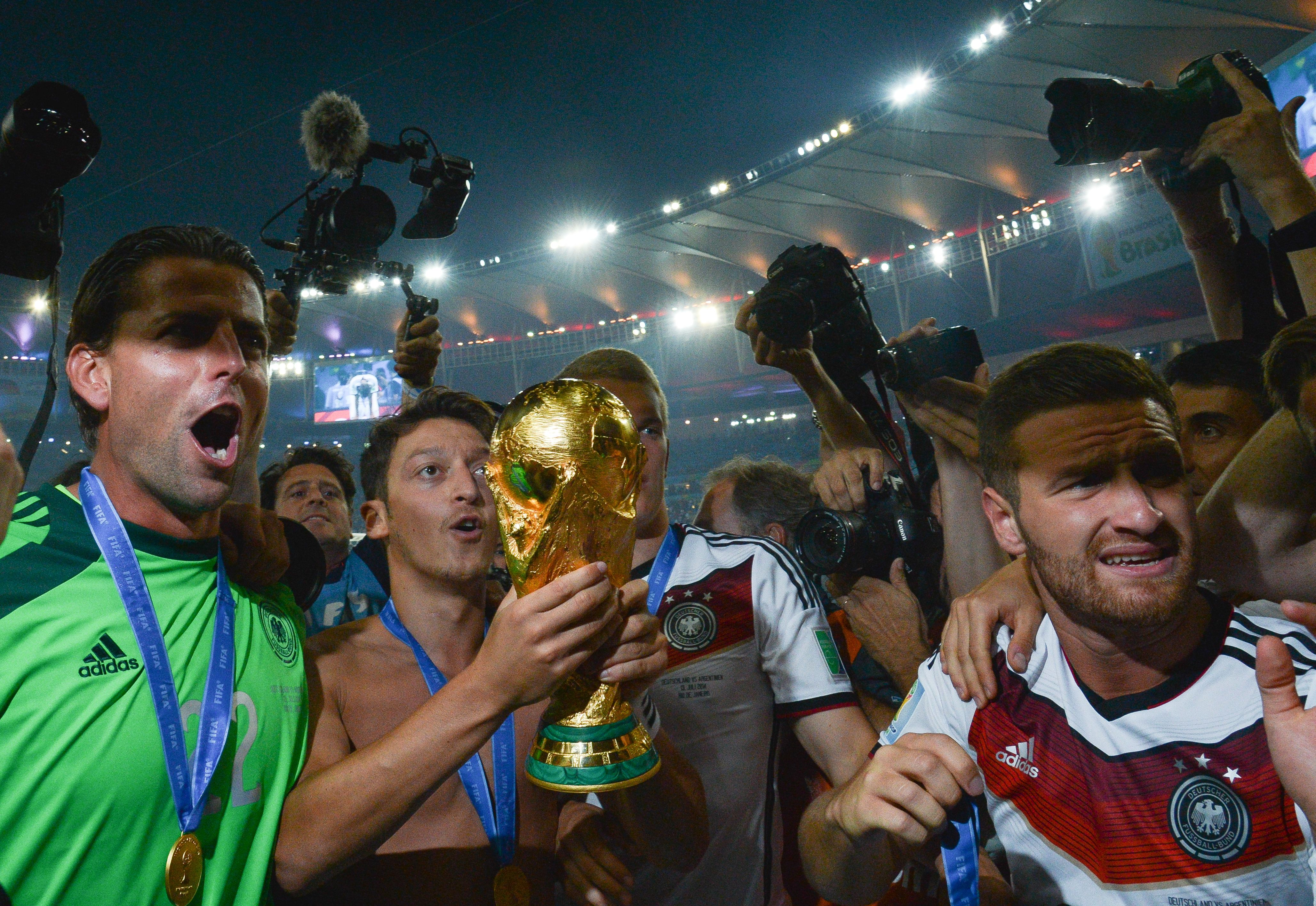
梅苏特·厄齐尔、罗曼·魏登费勒和梅斯達菲（右一）三人正慶祝德國奪得世界盃

### 青年國家隊
梅斯達菲擁有德國和阿爾巴尼亞雙重國籍，有資格代表德國隊或阿爾巴尼亞隊上陣，他最終選擇效力出生國的國家隊。2009年，穆斯塔菲入选了德國U-17，以参加歐洲U-17足球錦標賽。在首场对阵土耳其U-17的比赛中，他斩获一个头球入球，帮助德国以3比1获得胜利。他在这届赛事的所有比赛中均打满了90分钟，并在决赛以2比1战胜荷兰U-17后，夺得冠军。在2009年秋季，他还参加了在尼日利亚举行的2009年U17世界盃足球賽，但球队在十六強比賽中被淘汰。穆斯塔菲此时依旧是球队的主力，但在最后一场比赛中却因红牌停赛而缺席。
在接下来的三年中，穆斯塔菲先后入选了其它各个年龄组别的德国青年国家足球队。而在2013年3月24日，他又完成了在德國U-21的首秀，从而帮助球队以2-1战胜以色列U-21。同年6月，穆斯塔菲也随队征战在以色列举行的2013年歐洲U-21足球錦標賽，但球队在小组赛阶段被淘汰，他也仅获得1次上阵机会。

### 國家隊
2014年2月28日，穆斯塔菲被德国国家足球队主教练召入参加对阵智利的友谊赛，但未能出场。2014年5月9日，穆斯塔菲又入选了国家队备战2014年世界杯的30人大名单，从而得以在5月13日于汉堡以0比0战平波兰的友谊赛中完成国家队首秀。在勒夫于2014年6月2日公布的世界杯最终23人参赛名单中，他原本不在计划内。但就在数日之后与亚美尼亚进行的热身赛中，因左侧韧带撕裂而被迫退出世界杯，穆斯塔菲獲補選進入大軍名單。在2014年世界杯首场小组赛以4比0战胜葡萄牙的比赛中，他于第73分钟替换受伤的登场，完成了他代表国家队的第二场比赛。於小組賽第2場比賽，梅斯達菲於半場時後備入替，最終球隊以2比2與加纳打成平手。於十六強對陣阿尔及利亚的比賽中，他以正選右閘的身份上陣，但於第70分鐘拉傷左大腿的肌肉，被入替。德國足球協會亦於賽後確認梅斯達菲將不能參加餘下的賽事。
梅斯達菲亦入選了德國隊參加2016年歐洲國家盃的大軍名單。於賽事首戰對陣乌克兰的比賽中，他接應開出的角球頂入，協助球隊以2比0勝出。

## 個人生活
梅斯達菲為一名穆斯林，他曾表示他的信仰「比所有東西重要」，亦對他的生涯有幫助。2017年7月，梅斯達菲的女兒出生。

## 生涯統計

### 球會
截至2017年8月10日
| 球會     | 賽季        | 聯賽 | 聯賽 | 杯賽 | 杯賽 | 歐洲賽事 | 歐洲賽事 | 總計 | 總計 |
| 球會     | 賽季        | 出場 | 入球 | 出場 | 入球 | 出場     | 入球     | 出場 | 入球 |
| -------- | ----------- | ---- | ---- | ---- | ---- | -------- | -------- | ---- | ---- |
| 埃弗顿   | 2009–10賽季 | 0    | 0    | 0    | 0    | 1        | 0        | 1    | 0    |
| 埃弗顿   | 2010–11賽季 | 0    | 0    | 0    | 0    | —        | —        | 0    | 0    |
| 埃弗顿   | 2011–12賽季 | 0    | 0    | 0    | 0    | —        | —        | 0    | 0    |
| 埃弗顿   | 總計        | 0    | 0    | 0    | 0    | 1        | 0        | 1    | 0    |
| 森多利亞 | 2011–12賽季 | 1    | 0    | 0    | 0    | —        | —        | 1    | 0    |
| 森多利亞 | 2012–13賽季 | 17   | 0    | 0    | 0    | —        | —        | 17   | 0    |
| 森多利亞 | 2013–14賽季 | 33   | 1    | 2    | 0    | —        | —        | 35   | 1    |
| 森多利亞 | 總計        | 51   | 1    | 2    | 0    | —        | —        | 53   | 1    |
| 華倫西亞 | 2014–15賽季 | 33   | 4    | 3    | 0    | —        | —        | 36   | 4    |
| 華倫西亞 | 2015–16賽季 | 28   | 2    | 4    | 0    | 10       | 0        | 42   | 2    |
| 華倫西亞 | 總計        | 61   | 6    | 7    | 0    | 10       | 0        | 78   | 6    |
| 阿仙奴   | 2016–17賽季 | 26   | 2    | 4    | 0    | 7        | 0        | 37   | 2    |
| 阿仙奴   | 總計        | 26   | 2    | 4    | 0    | 7        | 0        | 37   | 2    |
| 生涯總計 | 生涯總計    | 141  | 9    | 13   | 0    | 18       | 0        | 172  | 9    |

### 國家隊上陣次數
最後更新：2016年8月28日
| 2014 | 6  | 0 |
| 2015 | 3  | 0 |
| 2016 | 6  | 1 |
| 2017 | 4  | 1 |
| 總計 | 19 | 2 |

### 國家隊入球
最後更新：2016年7月7日
| # | 日期          | 地點                          | 對手     | 入球 | 比數 | 比賽                       |
| - | ------------- | ----------------------------- | -------- | ---- | ---- | -------------------------- |
| 1 | 2016年6月12日 | 法國，里爾，皮埃爾·莫魯瓦球場 | 乌克兰   | 1–0  | 2–0  | 2016年歐洲國家盃           |
| 2 | 2016年6月12日 | 德國，纽伦堡，紐倫堡體育場    | 圣马力诺 | 5–0  | 7–0  | 2018年國際足協世界盃外圍賽 |

## 荣誉

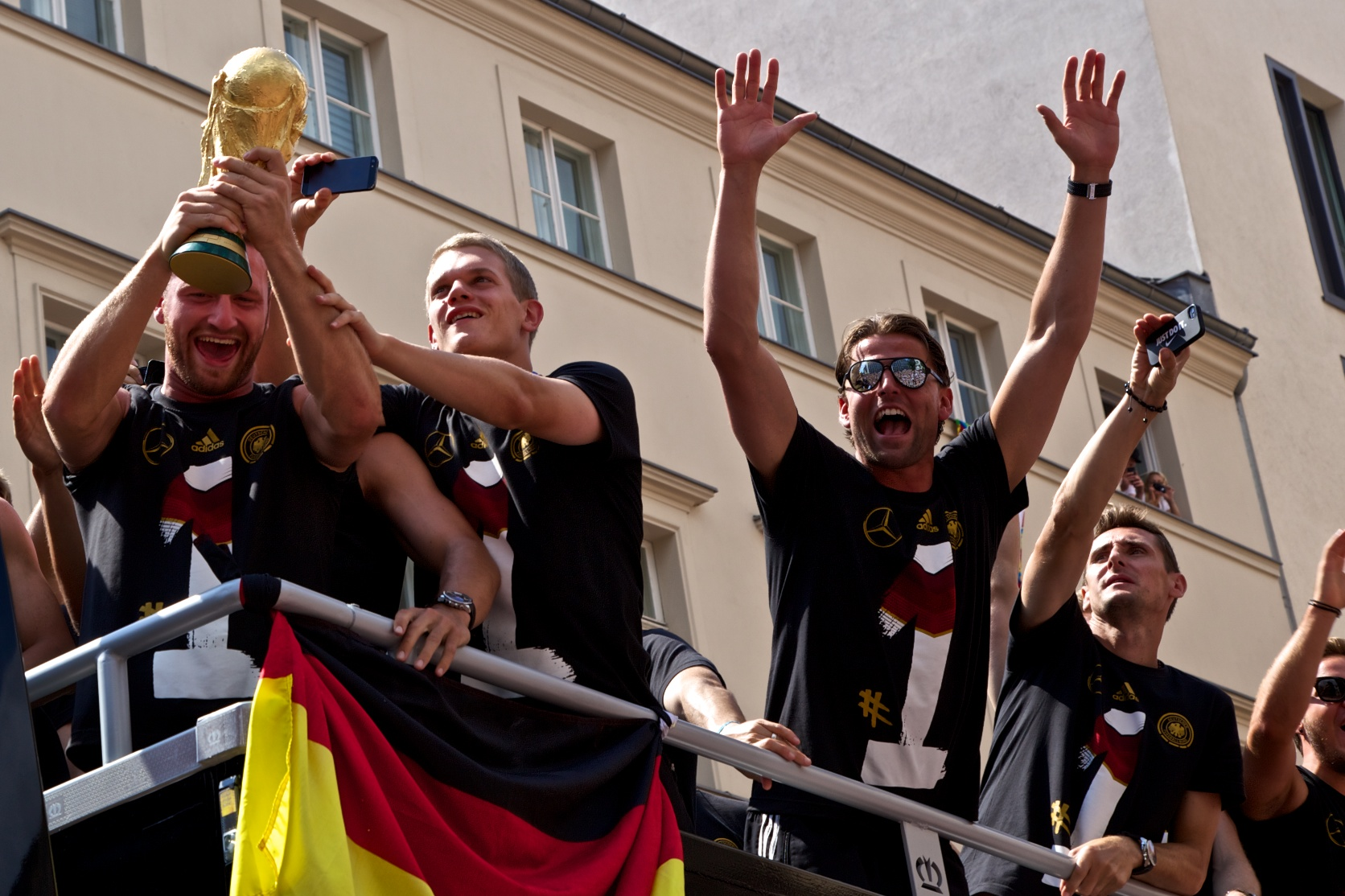
梅斯達菲正在舉起世界盃獎盃

### 球會
阿仙奴
- 英格兰足总杯：2017年、2020年

### 国家队
德国 U17
- 歐洲U-17足球錦標賽冠军：2009年

 德国国家队
- 世界杯冠軍：2014
- 冠軍：2017年